# HMS Conqueror (1801)
El HMS Conqueror fue un navío de línea británico de 2 puentes y 74 cañones nominales construido en los astilleros de Harwich entre 1795 y 1801 bajo diseño del ingeniero John Henslow, siendo su construcción dirigida por Joseph Graham. De acuerdo con los estándares británicos quedó categorizado como un navío de tercera clase.

## Historial
Combatió el 21 de octubre de 1805 en la batalla de Trafalgar bajo el mando del capitán Israel Pellew, hermano pequeño del almirante Edward Pellew, batiéndose durante horas contra el Bucentaure, buque insignia de la flota francoespañola al que rindió. Su comandante, el almirante Villeneuve, le entregó su espada en reconocimiento por su rendición. 
El 2 de febrero de 1812, el Conqueror fue arrastrado a la costa entre Sheerness y Chatham (Kent), durante una tormenta.
El navío fue retirado del servicio en activo en octubre de 1820. En julio de 1822 fue enviado al puerto de Chatham, donde fue desguazado.